# Paolo Dalla Torre del Tempio di Sanguinetto
Paolo Dalla Torre del Tempio di Sanguinetto (* 17. Juli 1910 in Padua; † 11. November 1993 in Rom) war ein italienischer Kunsthistoriker und Generaldirektor der Vatikanischen Museen von 1961 bis 1975. Zudem war er Stadtrat sowie Vizebürgermeister der Stadt Rom.

## Leben
Paolo Dalla Torre war ein Sohn von Giuseppe Dalla Torre del Tempio di Sanguinetto (1885–1967) und der in Kaiserslautern geborenen Maria Hedwig Lochenies de Fontenois (1880–1960). Sein Vater war Journalist und von 1920 bis 1960 Direktor des L’Osservatore Romano, der Tageszeitung des Vatikans. Er heiratete Antonietta Pulvirenti De Grazia (1917–2004); aus der Ehe stammen die Söhne Giuseppe und Giacomo.
Paolo Dalla Torre studierte an der Universität La Sapienza in Rom und war promovierter Kunsthistoriker. Seine Dissertation wurde 1936 direkt nach der Veröffentlichung verboten; eine universitäre Karriere wurde Della Torre nicht ermöglicht, da er sich gegen den  italienischen Faschismus stellte.
Seit 1937 hatte er verschiedene Positionen im Vatikan inne und war 1938 unter anderem wissenschaftlicher Sekretär des Lateranmuseums. Von 1947 bis 1961 bekleidete er hohe Positionen in der Stadt Rom, zuletzt als Stadtrat, Vizebürgermeister und Haushaltsprüfer. Er leitete auch die städtische Zeitschrift „Capitolium“.
Von 1960 bis 1970 war er Generaldirektor für Denkmäler, Museen und Päpstliche Galerien sowie von 1961 bis 1975 Generaldirektor der Vatikanischen Museen.

## Schriften
- L'opera riformatrice ed amministrativa di Pio IX fra il 1850 e il 1870, Editrice A.V.E. 1945
- L'anno di Mentana: Contributo ad una storia dello Stato Pontificio nel 1867, Martello 1968
- Gli eventi militari del 1860 dai telegrammi del Ministero delle armi pontificio, Società Romana di Storia Patria 1976